# Thái tử Ả Rập Xê Út
Thế tử Ả Rập Xê Út (tiếng Ả Rập: ولاية العهد السعودية) là vị trí quan trọng thứ hai trong Vương quốc Ả Rập Xê Út, vị trí nối ngôi thứ 2, và là người được chỉ định kế nhiệm ngai vàng.
Hiện nay, Thái tử chấp chính sau khi nhà vua bổ nhiệm với sự chấp thuận của Hội đồng Trung Thành. Hệ thống này đã được giới thiệu trong quốc gia dưới triều đại Abdullah. Trong trường hợp nhà vua vắng mặt, một lệnh được ban hành để thái tử có thể quản lý các công việc của nhà nước cho đến khi nhà vua trở lại. Trình tự thay đổi tước vị hoàng tử tạm thời từ Thái tử, Phó Thủ tướng tới Phó Giám hộ Hai Thánh địa Hồi giáo cho đến khi nhà vua trở lại.

## Danh sách Thái tử (1933-nay)
| Thứ tự | Tên                                                                  | Chân dung                                       | Nhiệm kỳ                             | Thời gian tại vị | Dòng dõi                                                                               | Ghi chú             |
| ------ | -------------------------------------------------------------------- | ----------------------------------------------- | ------------------------------------ | ---------------- | -------------------------------------------------------------------------------------- | ------------------- |
| 1      | Saud سعود (1902–1969)                                                |                                                 | 11 tháng 5, 1933 – 9 tháng 11, 1953  | 20 năm, 182 ngày | Con của Ibn Saud và Wadhah bint Muhammad bin 'Aqab                                     | Kế vị Quốc vương    |
| 2      | Faisal فيصل (1906–1975)                                              |                                                 | 9 tháng 11, 1953 – 2 tháng 11, 1964  | 10 năm, 359 ngày | Con của Ibn Saud và Tarfa bint Abduallah bin Abdulateef al Sheekh                      | Kế vị Quốc vương    |
| 3      | Muhammad محمد (1910–1988)                                            |                                                 | 2 tháng 11, 1964 – 29 tháng 3, 1965  | 147 ngày         | Con của Ibn Saud và Al Jawhara bint Musaed bin Jiluwi                                  | Từ vị               |
| 4      | Khalid خالد (1913–1982)                                              |                                                 | 29 tháng 3, 1965 – 25 tháng 3, 1975  | 9 năm, 361 ngày  | Con của Ibn Saud và Al Jawhara bint Musaed bin Jiluwi                                  | Kế vị Quốc vương    |
| 5      | Fahd فهد (1921–2005)                                                 |                                                 | 25 tháng 3, 1975 – 13 tháng 6, 1982  | 7 năm, 80 ngày   | Con của Ibn Saud và Hassa bint Ahmed Al Sudairi                                        | Kế vị Quốc vương    |
| 6      | Abdullah عبد الله (1924–2015)                                        |                                                 | 13 tháng 6, 1982 – 1 tháng 8, 2005   | 23 năm, 49 ngày  | Con của Ibn Saud và Fahda bint Asi Al Shuraim                                          | Kế vị Quốc vương    |
| 7      | Sultan سلطان (1931–2011)                                             |                                                 | 1 tháng 8, 2005 – 22 tháng 10, 2011  | 6 năm, 82 ngày   | Con của Ibn Saud và Hassa bint Ahmed Al Sudairi                                        | Mất khi đang tại vị |
| 8      | Nayef نايف (1934–2012)                                               |                                                 | 29 tháng 10, 2011 – 16 tháng 6, 2012 | 231 ngày         | Con của Ibn Saud và Hassa bint Ahmed Al Sudairi                                        | Mất khi đang tại vị |
| 9      | Salman سلمان (sinh 1935)                                             |                                                 | 16 tháng 6, 2012 – 23 tháng 1, 2015  | 2 năm, 221 ngày  | Con của Ibn Saud và Hassa bint Ahmed Al Sudairi                                        | Kế vị Quốc vương    |
| 10     | Muqrin مقرن (sinh 1945)                                              | Tập tin:Prince Muqrin bin Abdulaziz Al Saud.jpg | 23 tháng 1, 2015 – 29 tháng 4, 2015  | 96 ngày          | Con của Ibn Saud và Baraka Al Yamaniyah                                                | Từ vị               |
| 11     | Muhammad bin Nayef محمد بن نايف (sinh 1959)                          |                                                 | 29 tháng 4, 2015 – 20 tháng 6, 2017  | 2 năm, 52 ngày   | Con của Nayef bin Abdulaziz và Al Jawhara bint Abdulaziz bin Musaed bin Jiluwi Al Saud | Bị phế truất        |
| 12     | Mohammad bin Salman محمد بن سلمان بن عبد العزيز آل سعود; (sinh 1985) |                                                 | 21 tháng 6, 2017 – nay               | 7 năm, 281 ngày  | Con của Salman và Fahda bint Falah bin Sultan bin Hathleen                             | Tại vị              |

## Phó Thủ tướng thứ 2 (1965-2011)
| Tên                 | Tuổi thọ                                            | Bắt đầu trị vì | Kết thúc trị vì          | Ghi chú                                         | Dòng dõi | Hình                     |
| ------------------- | --------------------------------------------------- | -------------- | ------------------------ | ----------------------------------------------- | -------- | ------------------------ |
| Fahd - فهد          | 16 tháng 3 năm 1921 – 1 tháng 8 năm 2005 (84 tuổi)  | 1969           | 1975 (trở thành Thái tử) | Con của Ibn Saud và Hassa bint Ahmed Al Sudairi | Saud     | Fahd của Ả Rập Xê Út     |
| Abdullah - عبد الله | 1 tháng 8 năm 1924 – 22 tháng 1 năm 2015 (90 tuổi)  | 1975           | 1982 (trở thành Thái tử) | Con của Ibn Saud và Fahda bint Asi Al Shuraim   | Saud     | Abdullah của Ả Rập Xê Út |
| Sultan - سلطان      | 1 tháng 8 năm 1931 – 22 tháng 10 năm 2011 (80 tuổi) | 1982           | 2005 (trở thành Thái tử) | Son of Ibn Saud and Hassa bint Ahmed Al Sudairi | Saud     | Sultan bin Abdulaziz     |
| Nayef - نايف        | 1934 – 16/6/2012 (77–78 tuổi)                       | 2009           | 2011 (trở thành Thái tử) | Con của Ibn Saud và Hassa bint Ahmed Al Sudairi | Saud     | Nayef bin Abdulaziz      |

## Phó Thái tử (2014-nay)
| Tên                                 | Tuổi thọ          | Bắt đầu trị vì | Kết thúc trị vì               | Ghi chú | Dòng dõi | Hình                |
| ----------------------------------- | ----------------- | -------------- | ----------------------------- | --- | -------- | ------------------- |
| Muqrin - مقرن                       | 15 tháng 9, 1945  | 27/3/2014      | 23/1/2015 (trở thành Thái tử) | Con của Ibn Saud và Baraka Al Yamaniyah | Saud     |                     |
| Muhammad bin Nayef - محمد بن نايف   | 30 tháng 8, 1959  | 23/1/2015      | 29/4/2015 (trở thành Thái tử) | Con của Nayef bin Abdulaziz và Al Jawhara bint Abdulaziz bin Musaed bin Jiluwi Al Saud Cháu nội của Ibn Saud và Hassa bint Ahmed Al Sudairi | Saud     | Mohammad bin Salman |
| Mohammad bin Salman - محمد بن سلمان | 1985 (39–40 tuổi) | 29/4/2015      | Tại nhiệm                     | Con của Vua Salman và Fahda bint Falah bin Sultan Al Hithalayn                                                                              | Saud     | Mohammed bin Salman |